# Duisburgi Stadtbahn
Duisburgi Stadtbahn (német nyelven: Duisburgi Stadtbahn) Németország Duisburg városában található Stadtbahn hálózat. Összesen 3 vonalból áll, a hálózat teljes hossza ? km. Jelenlegi üzemeltetője a Duisburger Verkehrsgesellschaft.
A vágányok 1435 mm-es nyomtávolságúak, az áramellátás felsővezetékről történik, a feszültség 750 V egyenáram. 
A forgalom 1881-ben indult el.

## Képgaléria

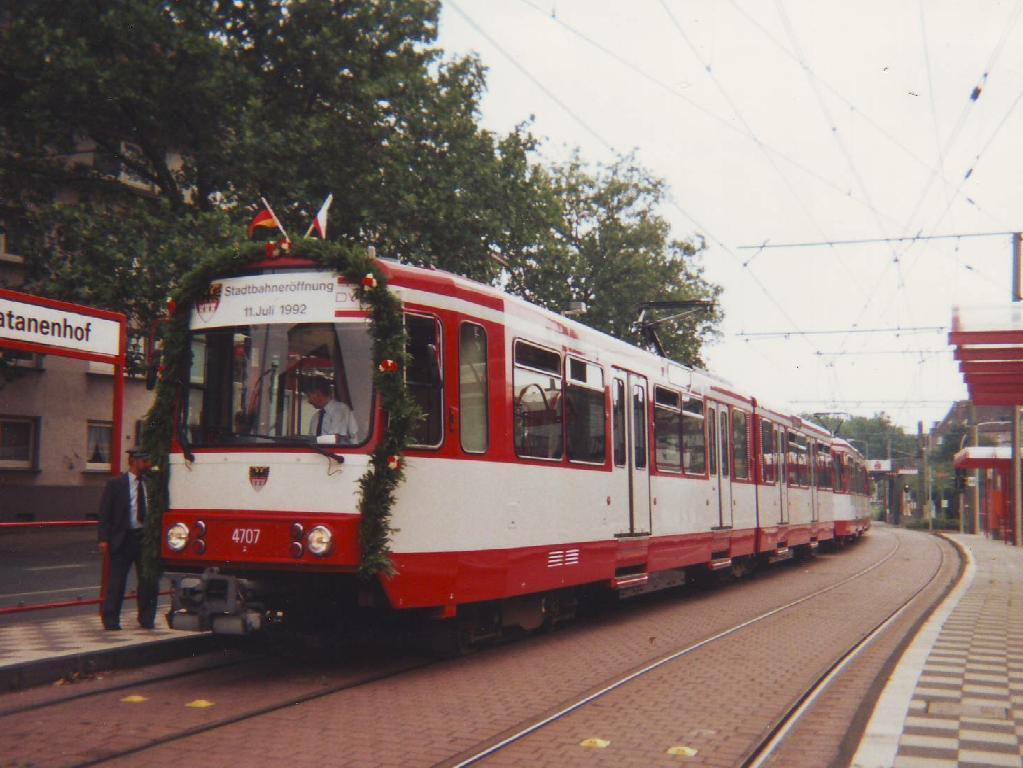
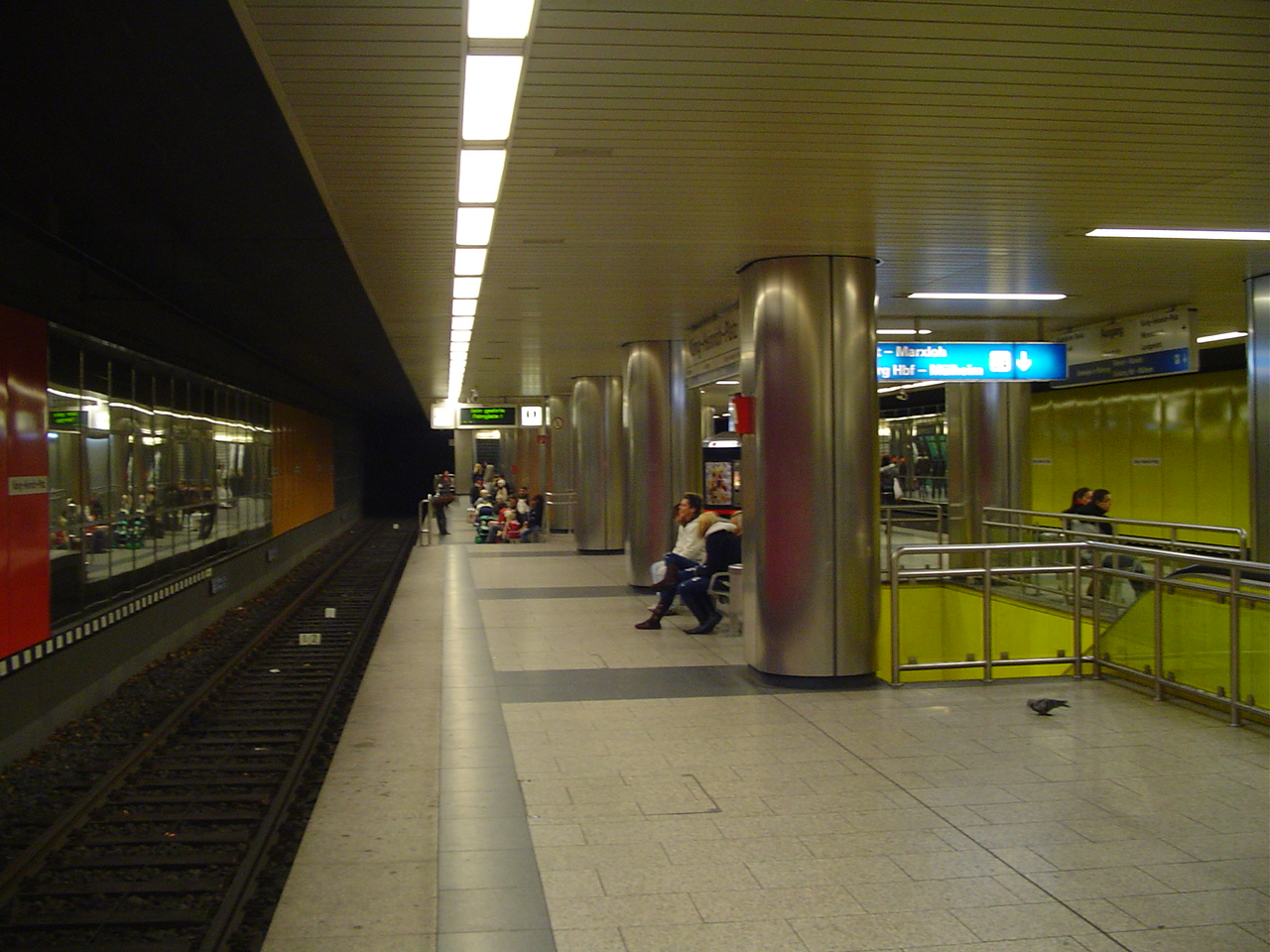
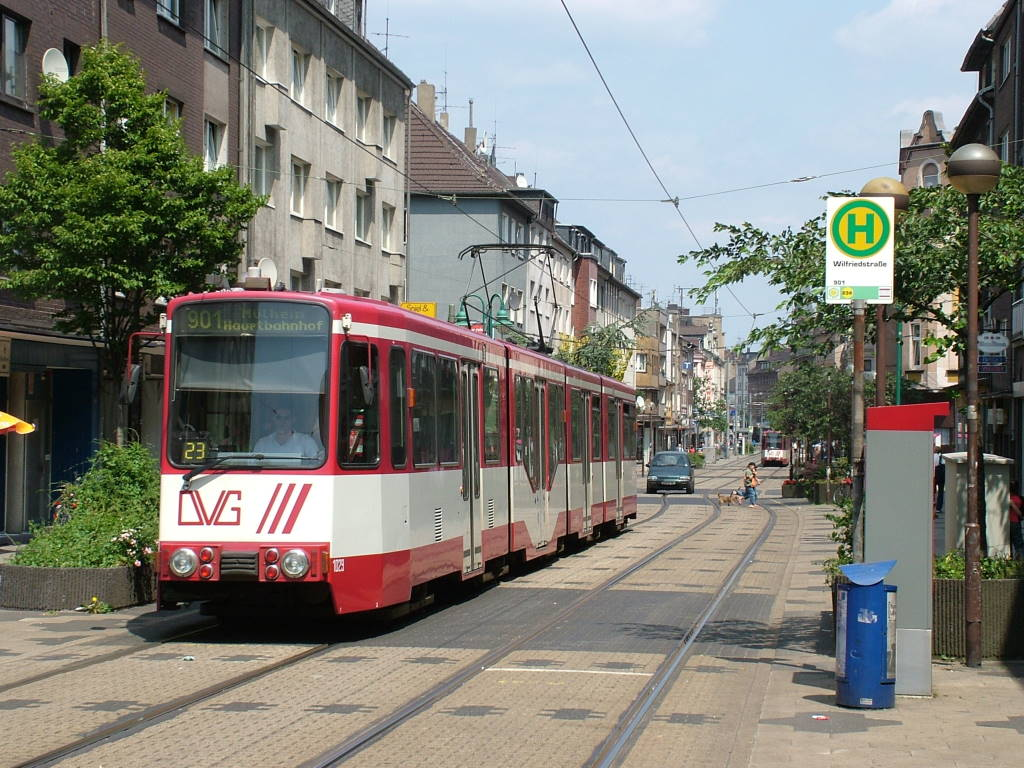

## Útvonalak

### Vonalhálózat 1988-ban
| Járat | Útvonal |
| ----- | --- |
| 79    | Duisburg Hbf – König-Heinrich-Platz bzw. Friedrich-Wilhelm-Straße – Grunewald – DU-Huckingen – D-Wittlaer – Kaiserswerth – Jan-Wellem-Platz – Düsseldorf Hbf (vörös vonaljelzéssel) |
| 901   | Obermarxloh Schleife – Marxloh Pollmann – Beeck Denkmal – Laar Kirche – Ruhrort Bf – König-Heinrich-Platz – Duisburg Hbf – DU-Zoo/Uni – MH-Speldorf – Mülheim Stadtmitte            |
| 904   | Laar Kirche – Ruhrort Bf – König-Heinrich-Platz – Duisburg Hbf – Neudorfer Markt – Grunewald – Hochfeld Süd Bf – Wanheimerort – Hüttenheim Schleife                                 |
| 909   | Dinslaken Bf – DU-Walsum – Marxloh Pollmann – Hamborn Rathaus – Meiderich Süd Bf – Duisburg Hbf – König-Heinrich-Platz – Grunewald – Huckingen Albertus-Magnus-Straße               |

### Jelenlegi
| Járat | Útvonal | Gyakoriság  |
| ----- | --- | ----------- |
| U79   | D-Bahn: Duisburg-Meiderich Bf – Auf dem Damm – Duissern – Duisburg Hbf – König-Heinrich-Platz – Steinsche Gasse – Platanenhof – Musfeldstraße – Kremerstraße – Karl-Jarres-Straße – Grunewald – Grunewald Betriebshof – Kulturstraße – Im Schlenk – Waldfriedhof – Münchener Straße – Sittardsberg – Mühlenkamp – St. Anna Krankenhaus – Angerbogen (nie in Betrieb genommen) – Duisburg-Kesselsberg – Düsseldorf-Froschenteich – Wittlaer – Am Mühlenacker – Kalkumer Schlossallee – Klemensplatz – Kittelbachstraße – Alte Landstraße – Lohausen – Freiligrathplatz – Messe Ost/Stockumer Kirchstraße – Nordpark/Aquazoo – Reeser Platz – Theodor-Heuss-Brücke – Golzheimer Platz – Kennedydamm – Victoriaplatz/Klever Straße – Nordstraße – Heinrich-Heine-Allee – Steinstraße/Königsallee – Oststraße – Düsseldorf Hbf – Oberbilker Markt/Warschauer Straße – Ellerstraße – Düsseldorf-Oberbilk S – Kaiserslauterner Straße – Provinzialplatz – Werstener Dorfstraße – Südpark – Universität Ost/Botanischer Garten | 10 perc     |
| 901   | DU-Obermarxloh – Marxloh Pollmann – Bruckhausen – Beeck – Laar – Ruhrort Bf – Ruhrort Friedrichsplatz – Kaßlerfeld – Rathaus – König-Heinrich-Platz – Duisburg Hbf – Zoo/Uni – Mülheim-Raffelberg – Speldorf – Schloß Broich – MH-Stadtmitte – Mülheim Hbf | 15 perc     |
| 903   | Dinslaken Bf – Duisburg-Vierlinden – Walsum Rathaus – Fahrn Schwan – Marxloh Pollmann – Hamborn Rathaus – Landschaftspark Nord – Meiderich Bf – Auf dem Damm – Duissern – Duisburg Hbf – König-Heinrich-Platz – Steinsche Gasse – Pauluskirche – Hochfeld Süd Bf – Wanheimerort – Wanheim-Angerhausen – Hüttenheim | 7,5/15 perc |